# Rodolfo Gentili
Rodolfo Gentili (Macerata, 4 maggio 1937 – Ancona, 23 maggio 2005) è stato un pittore italiano.

## Biografia
Diplomato a Macerata, la sua prima mostra personale risale al 1957, quando inizia a partecipare a molte, sia personali che collettive, ha esposto a Londra al "St. Martin's Gallery" e a Madrid alla galleria Maccaron, ricevendo varie recensione (Il resto del Carlino, Il Tempo e anche stampa estera), oltre che a Nizza, Italia, Montréal. A Madrid soggiorna per vari mesi. 
Gentili ha dipinto vari ritratti di persone come John Kennedy, della Regina Elisabetta e altre personalità.
Nella sua lunga e fruttuosa carriera artistica l'artista ha sperimentato diversi stili, legati alla propria maturazione e weltanschauung. Nelle sue opere ha spesso espresso temi sociali e ambientali, come ad esempio nell'opera "Venere 2000", in cui immagina la nascita di Venere, richiamando espressamente la famosa opera del Botticelli, nel mare inquinato e colmo di rifiuti dei giorni nostri. 
È morto il 23 maggio 2005, i funerali sono stati celebrati nella chiesa di Giovanni Battista e invece la sua salma è conservata a San Benedetto del Tronto.